# Kerst Elias Borger

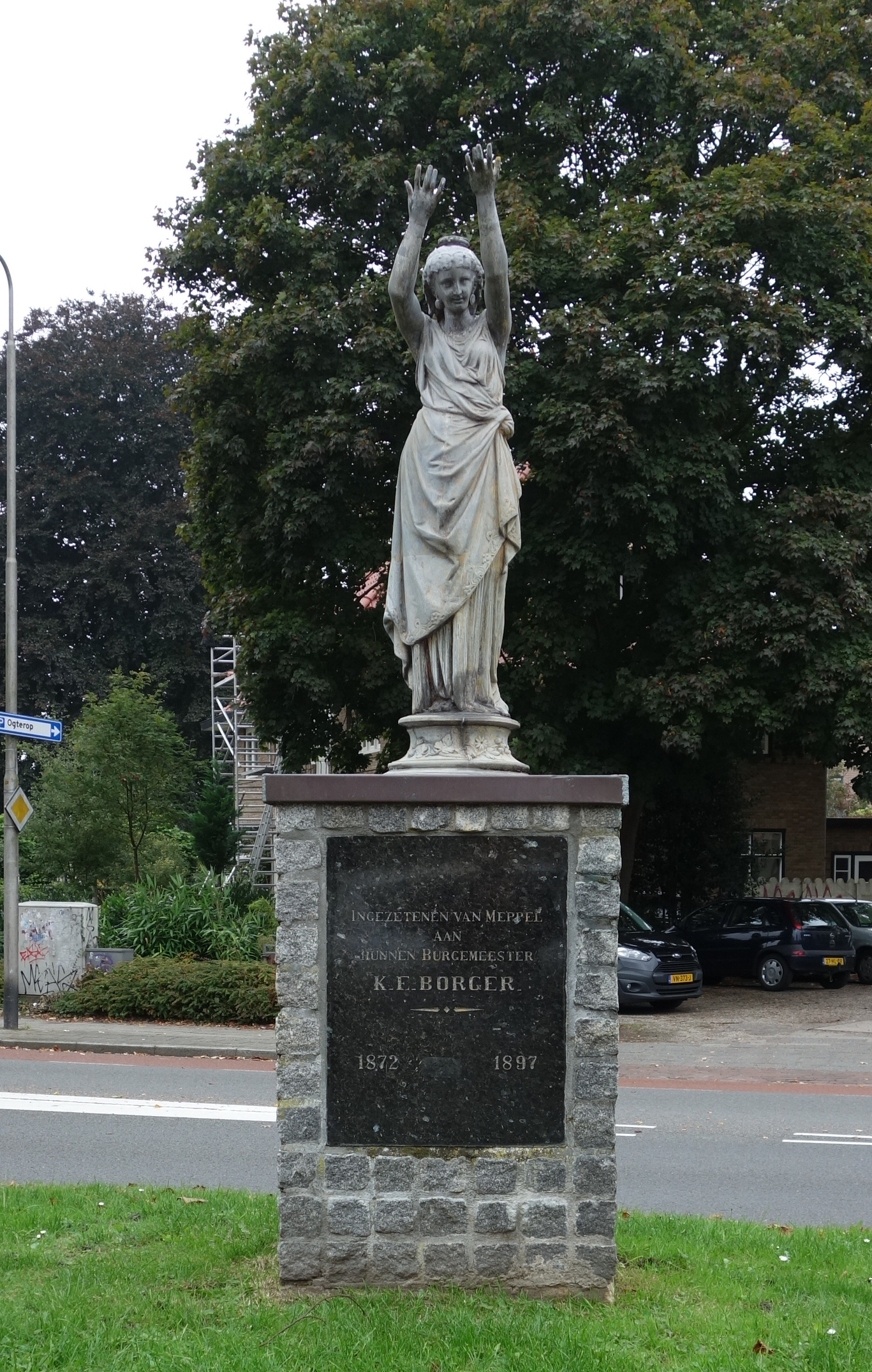
Monument voor K.E. Borger in Meppel

Kerst Elias Borger (Haarlem, 21 juli 1840 - Meppel, 13 juni 1905) was een Nederlandse burgemeester.

## Leven en werk
Borger was een zoon van Elias Kerst Borger en Janke Siebes Schaaff. In 1867 werd Borger benoemd tot burgemeester van Havelte. Na vijf jaar kreeg hij in 1872 een benoeming tot burgemeester van Meppel. In beide plaatsen volgde hij Andries Theodorus Hosteijn op als burgemeester. Het burgemeesterschap van Meppel vervulde hij totdat hij in juni 1905 op bijna 65-jarige leeftijd aldaar overleed.
Borger trouwde op 17 maart 1871 in Middelburg met Maria Elisabeth Tak, dochter van Elias Tak en Johanna Christina Tak Brouwer.
In 1873 werd Borger benoemd tot ridder in de Orde van de Eikenkroon. In 1895 werd hij benoemd tot Ridder in de Orde van Oranje-Nassau.

## Spoorlijn Meppel-Balkbrug
Als burgemeester van Meppel ijverde Borger voor de aanleg van een spoorlijn tussen Meppel en Balkbrug. Vanaf 1896 was hij nauw betrokken als mede-initiatiefnemer van deze spoorweg. Pas na zijn overlijden werd de spoorlijn feitelijk geopend, die van 1908 tot 1939 dienst zou doen.